# Кара-Кагріз
Кара-Кагріз (перс. قره كهريز) — село в Ірані, у дегестані Ашна-Хвор, у Центральному бахші, шагрестані Хомейн остану Марказі. За даними перепису 2006 року, його населення становило 966 осіб, що проживали у складі 211 сімей.

## Клімат
Середня річна температура становить 10,31 °C, середня максимальна – 29,04 °C, а середня мінімальна – -11,92 °C. Середня річна кількість опадів – 236 мм.
| Клімат поселення                              | Клімат поселення | Клімат поселення | Клімат поселення | Клімат поселення | Клімат поселення | Клімат поселення | Клімат поселення | Клімат поселення | Клімат поселення | Клімат поселення | Клімат поселення | Клімат поселення | Клімат поселення |
| Показник                                      | Січ.             | Лют.             | Бер.             | Квіт.            | Трав.            | Черв.            | Лип.             | Серп.            | Вер.             | Жовт.            | Лист.            | Груд.            |                  |
| Середній максимум, °C                         | 5,29             | 7,01             | 11,02            | 17,60            | 22,94            | 28,01            | 29,04            | 29,00            | 24,45            | 18,07            | 11,46            | 6,24             |                  |
| Середня температура, °C                       | −3,32            | −1,59            | 2,40             | 8,99             | 14,32            | 19,40            | 23,26            | 23,21            | 18,66            | 12,30            | 5,68             | 0,46             |                  |
| Середній мінімум, °C                          | −11,92           | −10,2            | −6,2             | 0,38             | 5,72             | 10,80            | 17,47            | 17,42            | 12,87            | 6,50             | −0,1             | −5,33            |                  |
| Норма опадів, мм                              | 37               | 37               | 45               | 31               | 22               | 3                | 2                | 1                | 0                | 6                | 21               | 31               |                  |
| Середньомісячна швидкість вітру, м/с          | 1.24             | 1.82             | 2.39             | 2.44             | 2.28             | 2.13             | 2.07             | 1.93             | 1.98             | 1.74             | 1.42             | 1.15             |                  |
| Середньомісячна сонячна радіація, кДж/м²·день | 10099            | 13144            | 15685            | 18817            | 22702            | 26830            | 25882            | 24417            | 21696            | 16350            | 11618            | 9569             |                  |
| --------------------------------------------- | ---------------- | ---------------- | ---------------- | ---------------- | ---------------- | ---------------- | ---------------- | ---------------- | ---------------- | ---------------- | ---------------- | ---------------- | ---------------- |
| Джерело:                                      |                  |                  |                  |                  |                  |                  |                  |                  |                  |                  |                  |                  |                  |